# Fotografija
Fotografija är ett studioalbum av den bosniska sångaren Dino Merlin. Det gavs ut år 1995 och innehåller 10 låtar.

## Låtlista
| Nr  | Titel                      | Längd |
| --- | -------------------------- | ----- |
| 1.  | Fotografija                | 4:24  |
| 2.  | Ja Potpuno Trijezan Umirem | 4:46  |
| 3.  | De Facto Fato              | 3:19  |
| 4.  | Ne Zovi Me Na Grijeh       | 4:08  |
| 5.  | Nemam Ja Osamnaest Godina  | 3:57  |
| 6.  | Kad Sve Ovo Bude Jucer     | 4:31  |
| 7.  | Merjema                    | 4:52  |
| 8.  | Ne Daj Me Nikome           | 3:34  |
| 9.  | Pasa Moj Solidni           | 3:57  |
| 10. | Moja Pjesma                | 3:37  |